# Schönberg (Adelsgeschlecht)

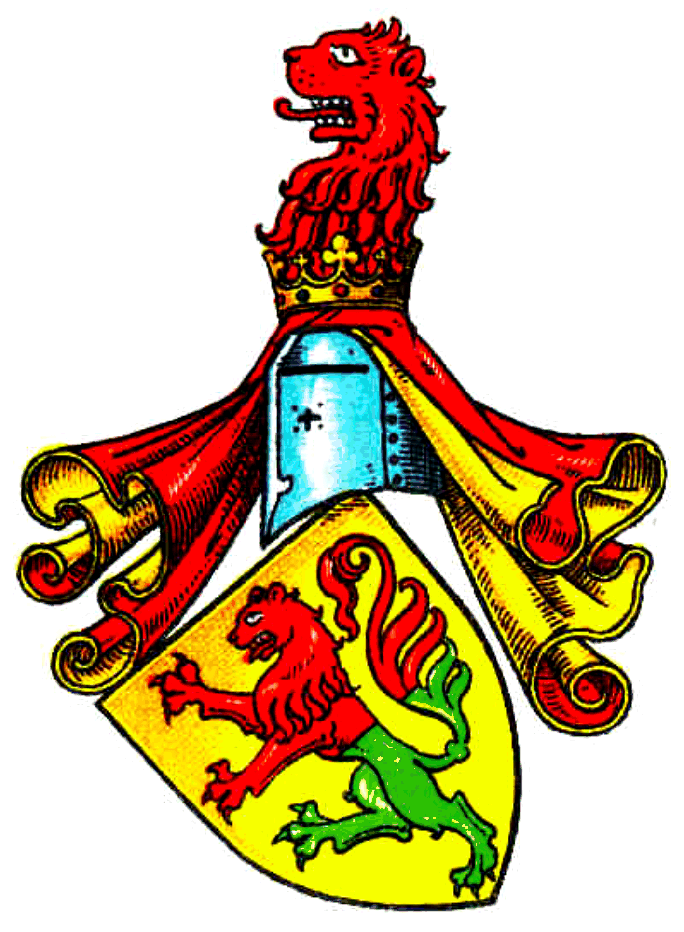
Wappen derer von Schönberg

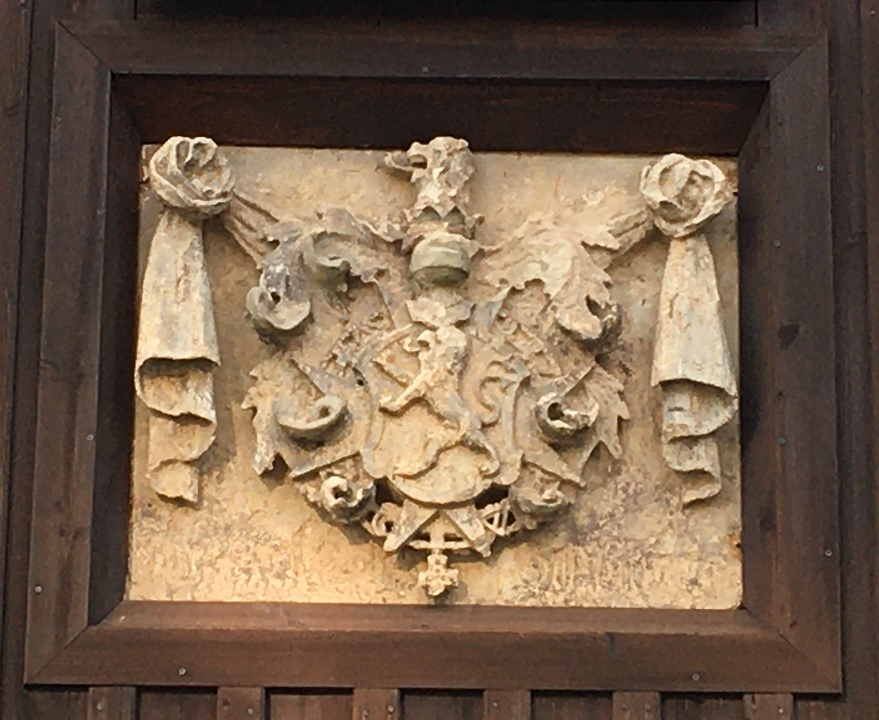
Wappen am Grenzhaus in Bad Einsiedel, Erzgebirge

Schönberg ist der Name eines sächsischen Uradelsgeschlechts, das sich bis ins 13. Jahrhundert zurückverfolgen lässt. Einige Angehörige der Familie waren Bischöfe, Kardinäle, Amtmänner oder Kammerherrn. Bis 1761 leiteten mehrere Mitglieder der Familie von Schönberg die sächsische Bergbauverwaltung als Berghauptmann bzw. Oberberghauptmann.

## Ursprung
Nach ihrer eigenen Überlieferung stammt die Familie von Schönberg von der Burg Schönburg im Bistum Naumburg. Gleichzeitig erheben auch die Herren und Grafen von Schönburg den Anspruch, von dieser Burg zu stammen. In den Urkunden der Bischöfe von Naumburg werden von 1157 an „Schonenbergs“ als Edelfreie, später nur noch als Ministeriale genannt.
Andere Überlegungen legen eine Abstammung der Familie von Rothschönberg in der Mark Meißen, das bis in das 17. Jahrhundert als Schönberg bezeichnet wurde, nahe.

## Geschichte
Hugo von Sconenberg wird in späteren Urkunden dann nach der Rudelsburg benannt, wo er Burgmann war. Die 1218 geweihte St. Michaelskapelle im Zisterzienserkloster Altzella bei Nossen ist die erste bekannte Grablege der Schönbergs, die „Schönberg-Kapelle“. Mit dem 1282 bis 1284 wiederholt in Urkunden des Klosters Altzella genannten Sifrid von Schönberg beginnt die genealogisch gesicherte Stammreihe. Seit dieser Zeit sind die Schönbergs vor allem eine Familie in der Mark Meißen und in der Lausitz.

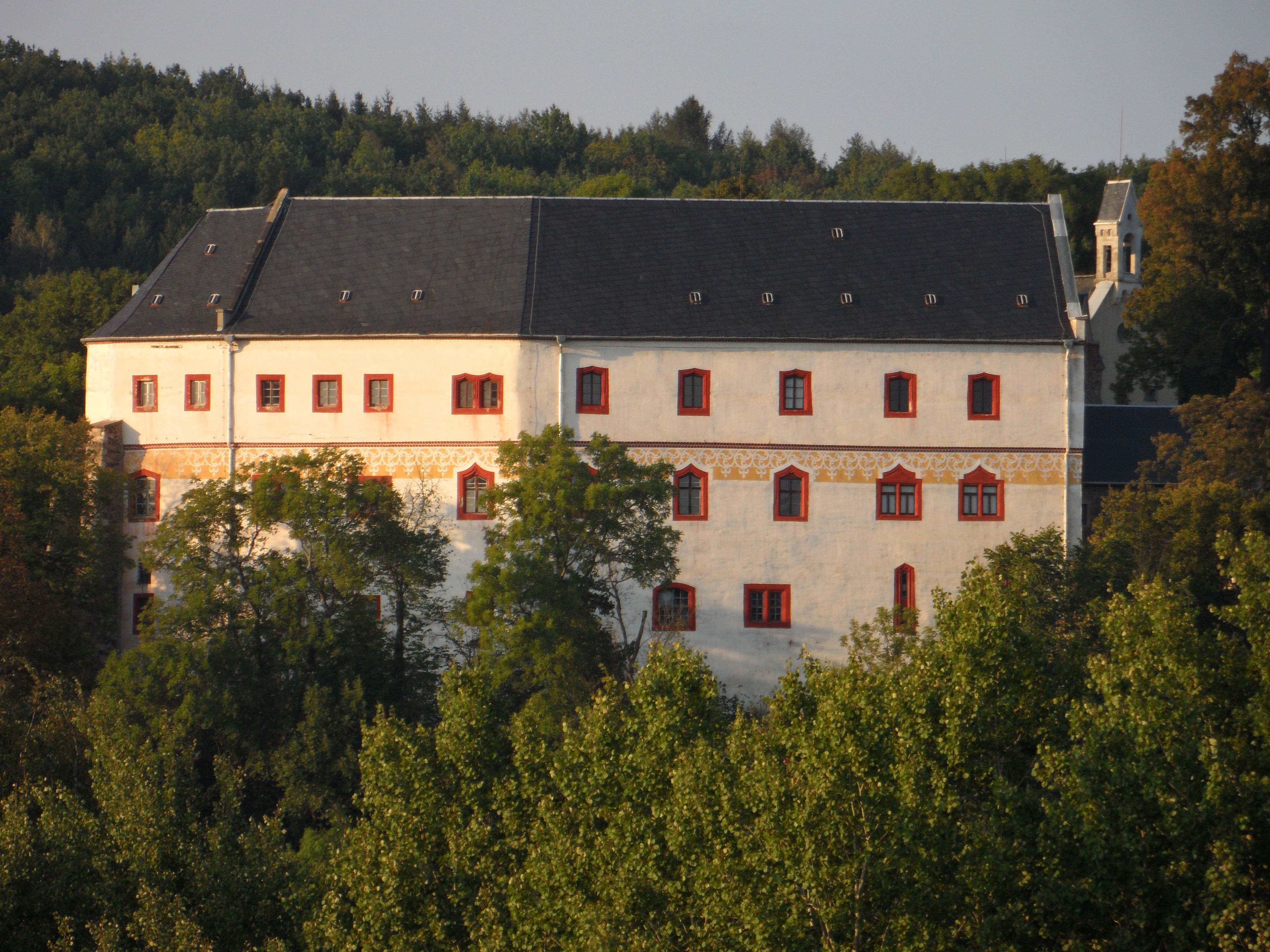
Sachsenburg

Erste bekannte Besitze waren Rothschönberg (urkundlich seit 1254) und Zschochau – danach heißen die beiden Hauptäste. Im 14. Jahrhundert kamen – wohl als Ersatz für die Herrschaft Schellenberg (später Augustusburg) – die Herrschaften Sachsenburg (1368 bis 1610) und Sayda/Herrschaft Purschenstein (bis 1945) hinzu. Die spätgotische Sachsenburg ließ Caspar von Schönberg um 1480 durch den sächsischen Baumeister Hans Reynhart auf den Resten einer älteren Burg errichten. In Frankenberg/Sa., das zur Sachsenburger Herrschaft gehörte, ließ Caspar von Schönberg 1553 das Rittergut Frankenberg, auch Neubau genannt, errichten.
1377 erwarben die Schönbergs Schloss Reinsberg, das über 500 Jahre, bis 1945, im Familienbesitz blieb; 1572 erfolgte eine Teilung in Oberreinsberg und Niederreinsberg. Von 1473 bis 1564 gehörte ihnen die Herrschaft Stollberg. Ebenfalls 1473 erwarben sie die Herrschaft Frauenstein, wo sie ab 1585 Schloss Frauenstein errichteten, das 1647 in kurfürstlichen Besitz überging. Von 1533 bis 1907 besaßen sie das Rittergut Gelenau/Erzgeb. und ab 1580 für fast 100 Jahre die Herrschaft Pulsnitz in der Lausitz. Zwischen 1585 und 1650 war das Rittergut Mittelfrohna in Familienbesitz. Im 16. Jahrhundert gehörte der Familie Schonbergk auch das Mohrenhaus in der Niederlößnitz. Zwischen 1630 und 1807 war das Schloss Bieberstein, nahe Reinsberg gelegen, im Besitz der Familie von Schönberg, die es im 17. Jahrhundert weitgehend erneuerte. Zwischen 1676 und 1720 besaß sie das Majoratsgut Großhartmannsdorf. 1797 erwarb die Familie auch die Ruine der Rudelsburg, auf der sie zu Beginn ihrer Geschichte im Mittelalter Ministerialendienst getan hatte, und machte sie zu einem Fideikommiss (1848 wurde hier der Kösener Senioren-Convents-Verband gegründet; 1945 wurde die Burg enteignet).
Mit Adolf von Schönberg-Thammenhain (1864–1927) wurde das Haus Thammenhain 1897 zu Dresden in den sächsischen Freiherrenstand erhoben. Zudem war er Kammerherr und geheimer Kämmerer des Papstes.
Hanns Heinrich Caspar Christoph Graf von Schönberg (* 9. April 1924, Wasserjenisch, Schlesien) wurde am 15. März 1939 von seinem Onkel Karl Detlev Siegfried Sahrer von Sahr auf Schloss Dahlen adoptiert und führt, wie auch seine Deszendenten, adelsrechtlich unbeanstandet den Namen Sahrer von Sahr von Schönberg. Schloss Dahlen im nördlichen Sachsen wurde 1945 enteignet und brannte 1973 aus. Nachfahren erwarben 2017 das benachbarte Schloss Leuben.
1945 sind die Nachkommen Sifrids noch in Rothschönberg (seit ca. 1250), Purschenstein (vor 1389), Ober- und Niederreinsberg (1377), Wilsdruff (ca. 1420), Limbach (1445), Herzogswalde (1445), Niederzwönitz (1473, das Herrenhaus zurückerworben 1992), Krummenhennersdorf (1458–1601; 1800), Thammenhain (1666, zurückerworben nach 1990), Bornitz (1669), Tanneberg (1675), Reichstädt (1717, zurückerworben 1998), Kreipitzsch mit der Rudelsburg (1797) sowie Pfaffroda (nach 1352; seit 1917 im Besitz eines Adoptivsohns Alfons Diener von Schönberg, von dessen Nachkommen zurückerworben 2017) und Mockritz (1856; seit 1925 im Besitz eines Adoptivsohns Hendrik Camp von Schönberg, 1993 zurückerworben durch Theda von Kuenheim, geborene Camp von Schönberg und Eberhard von Kuenheim).
Die Familie von Schönberg gehörte damit zu den am weitesten verzweigten und begüterten Geschlechtern des sächsischen Adels. Sie blieb es bis zur entschädigungslosen Enteignung durch die Bodenreform von 1945. Ab 1989 sind einige Mitglieder bzw. Verwandte der Familie wieder nach Sachsen zurückgekehrt (nach Thammenhain, Reichstädt, Niederzwönitz, Pfaffroda, Mockritz und Leuben). Auf Schloss Nossen wird die Dauerausstellung „Spurensuche in Sachsen: Die Familie von Schönberg in acht Jahrhunderten“, mit zahlreichen Familienbildnissen, gezeigt.

### Güter im Familienbesitz bis 1945 (Auswahl)

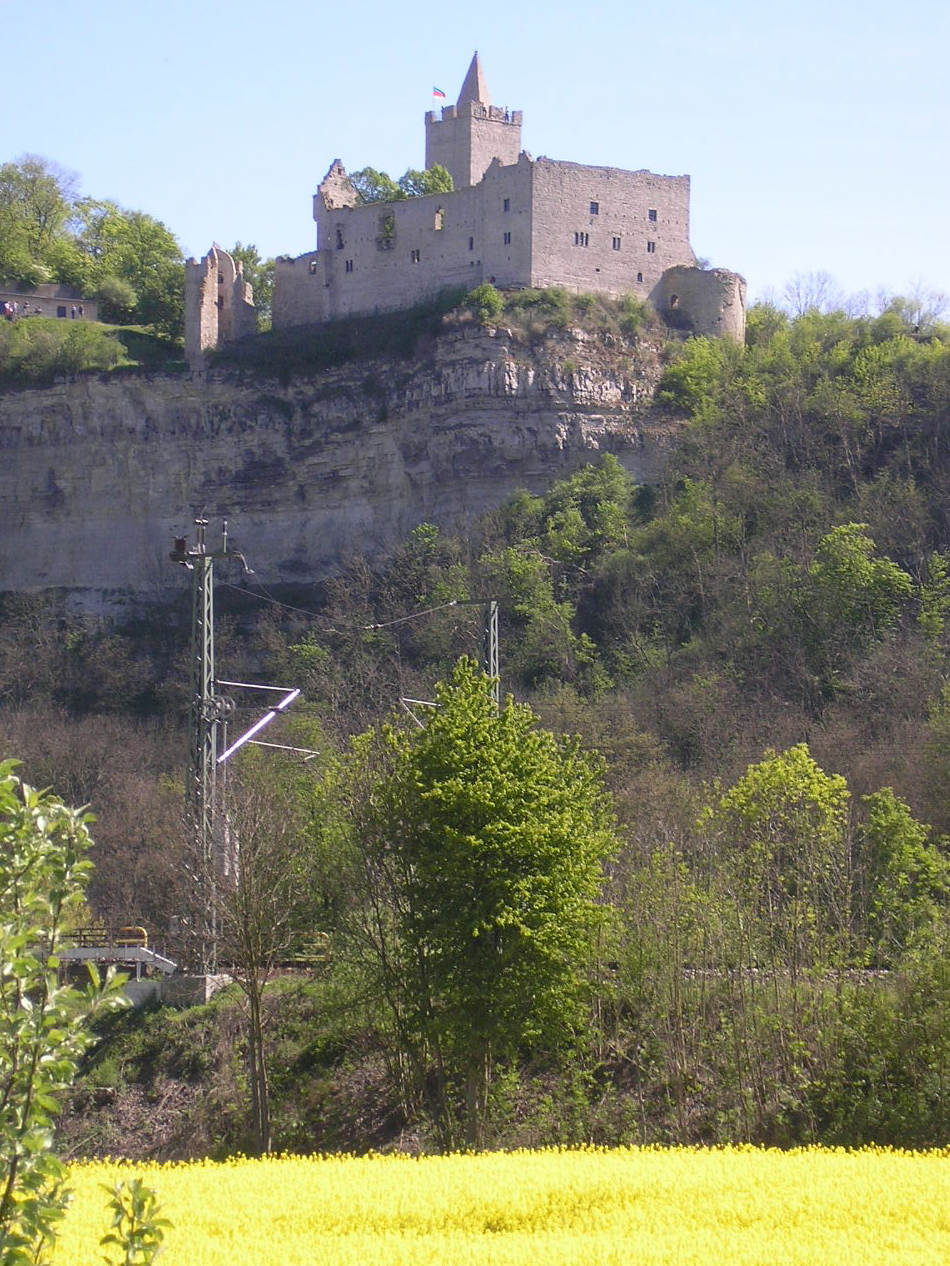
Rudelsburg
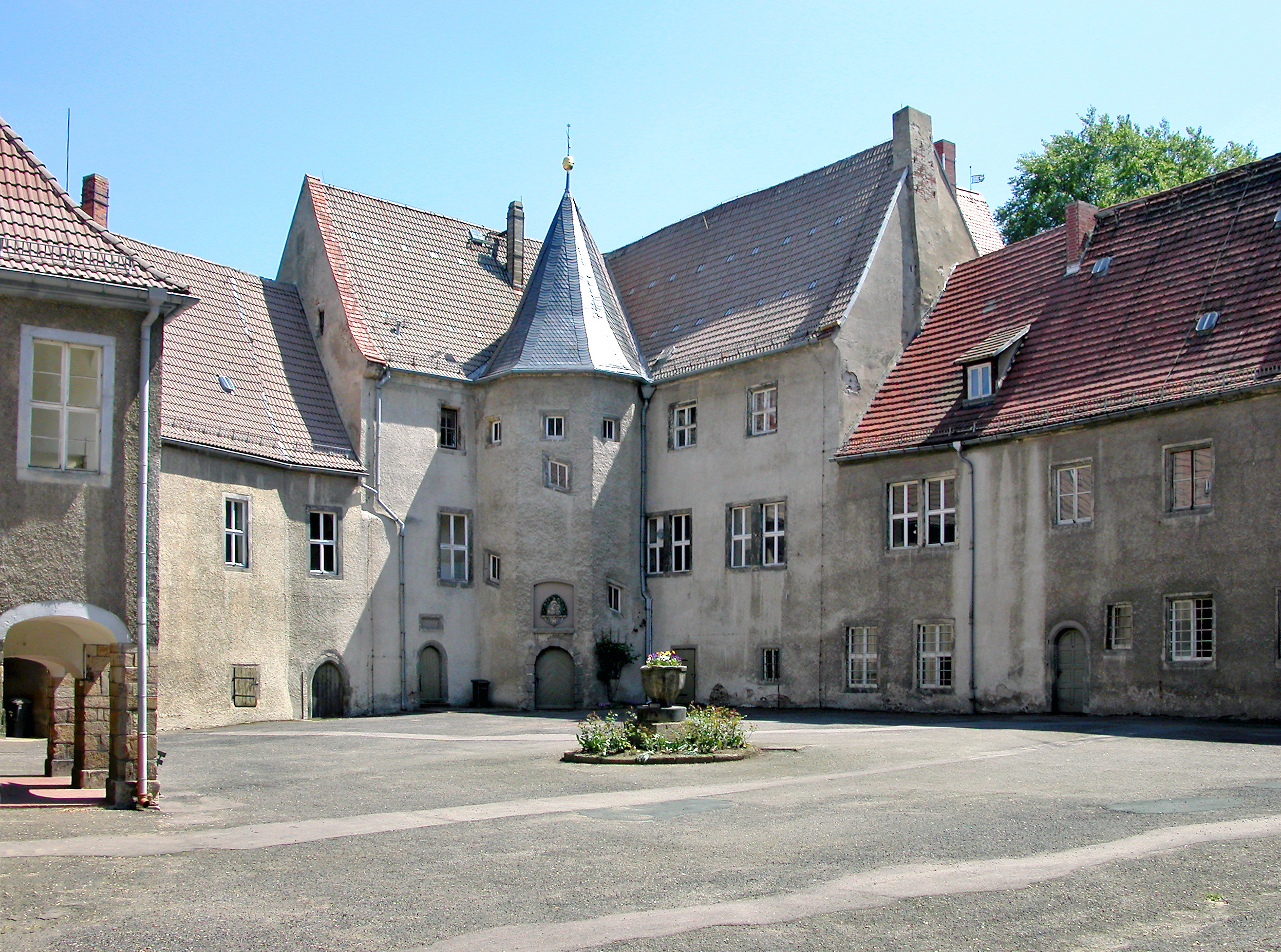
Schloss Rothschönberg, Stammsitz ab 1254
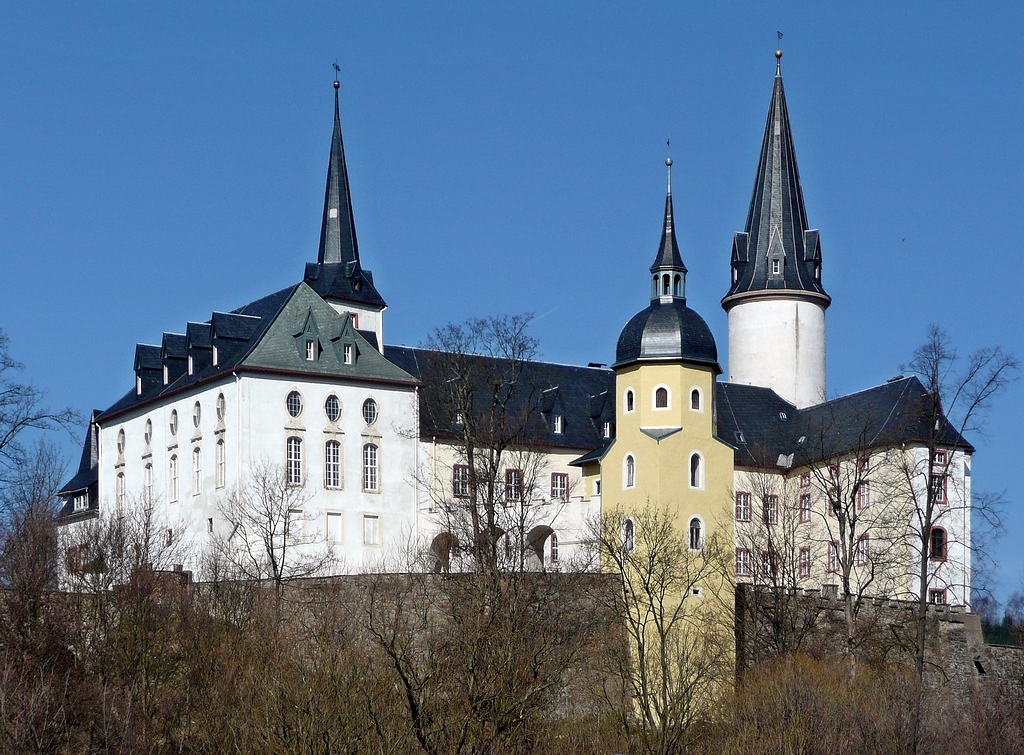
Schloss Purschenstein
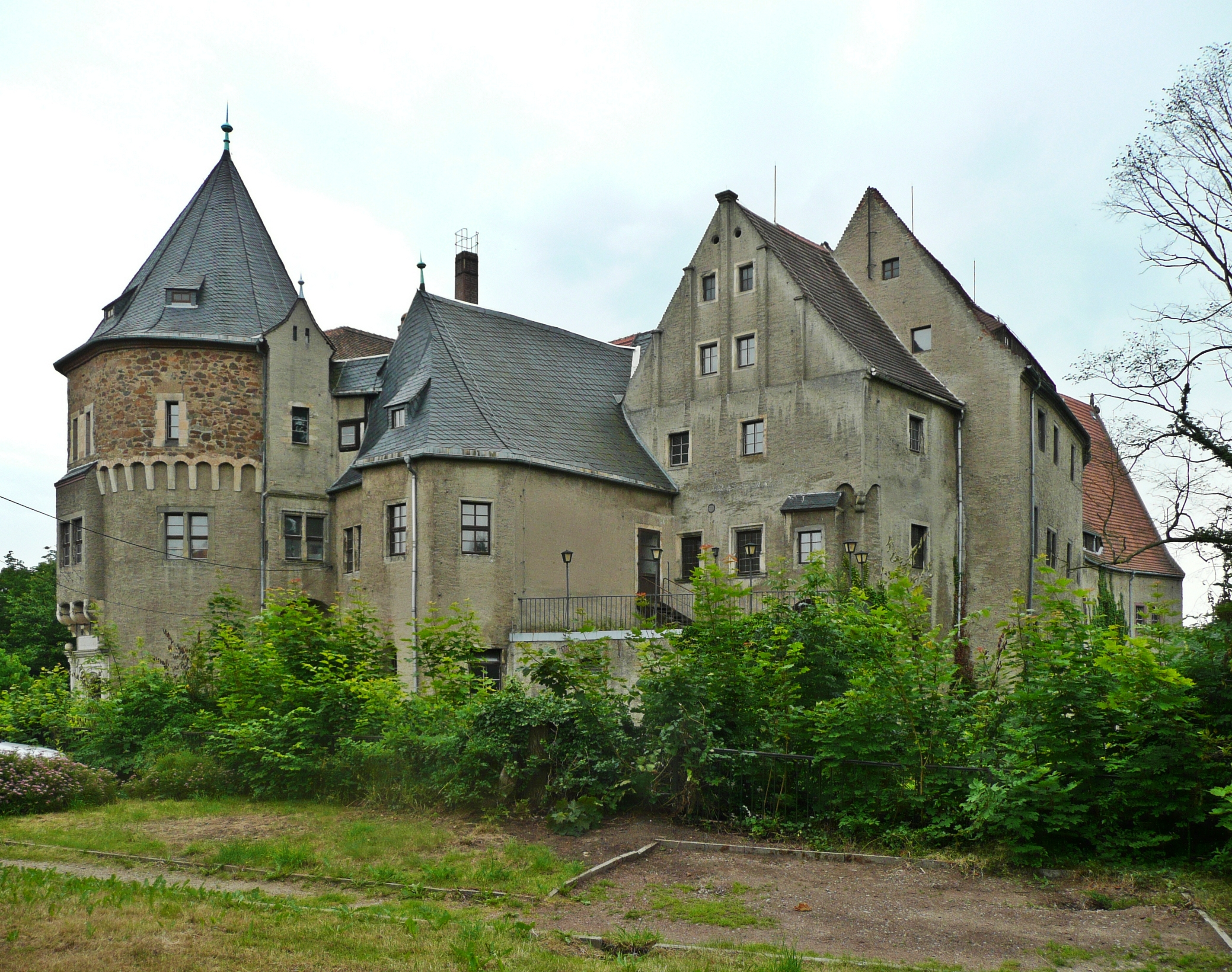
Schloss Reinsberg
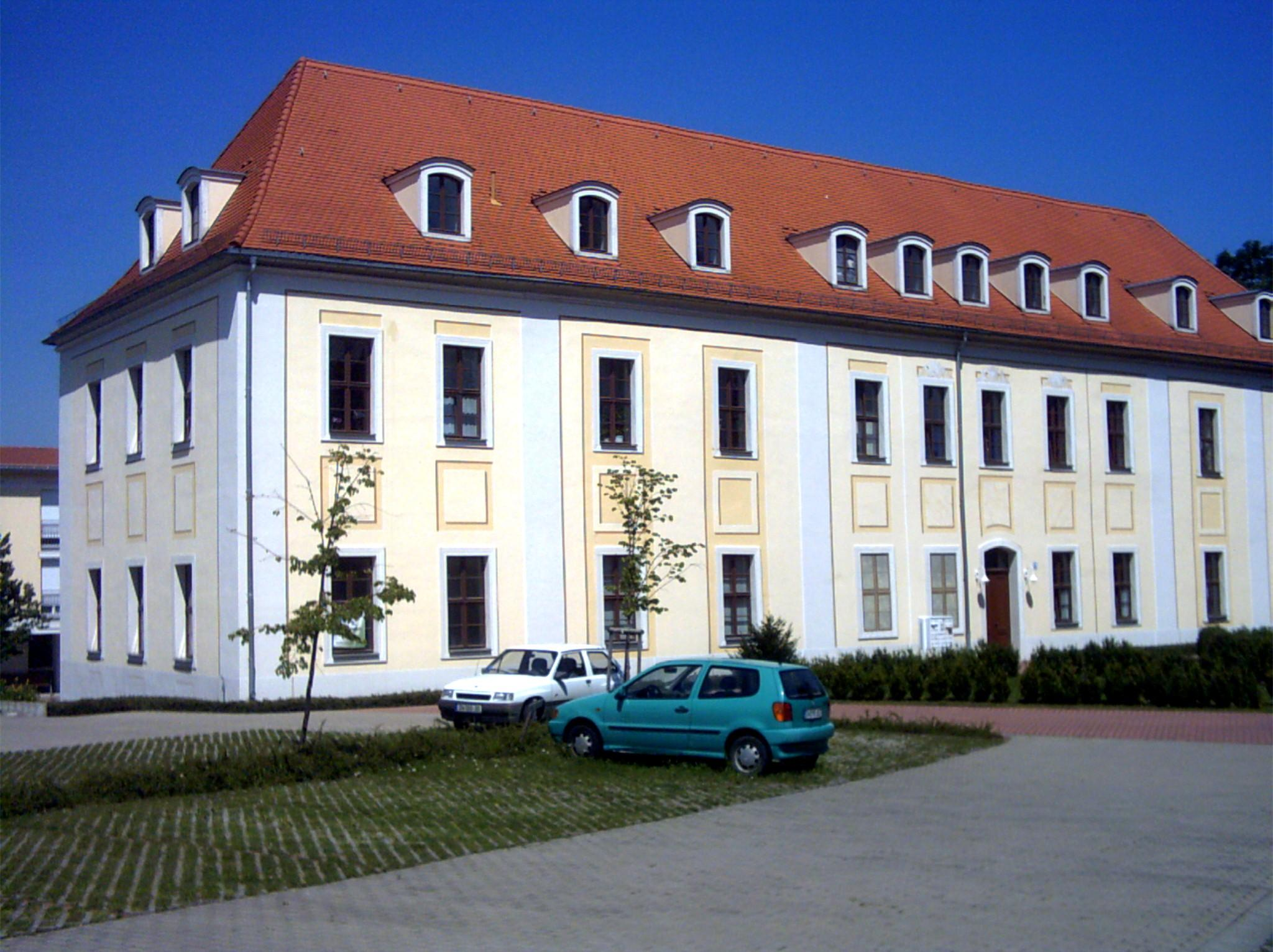
Schloss Wilsdruff
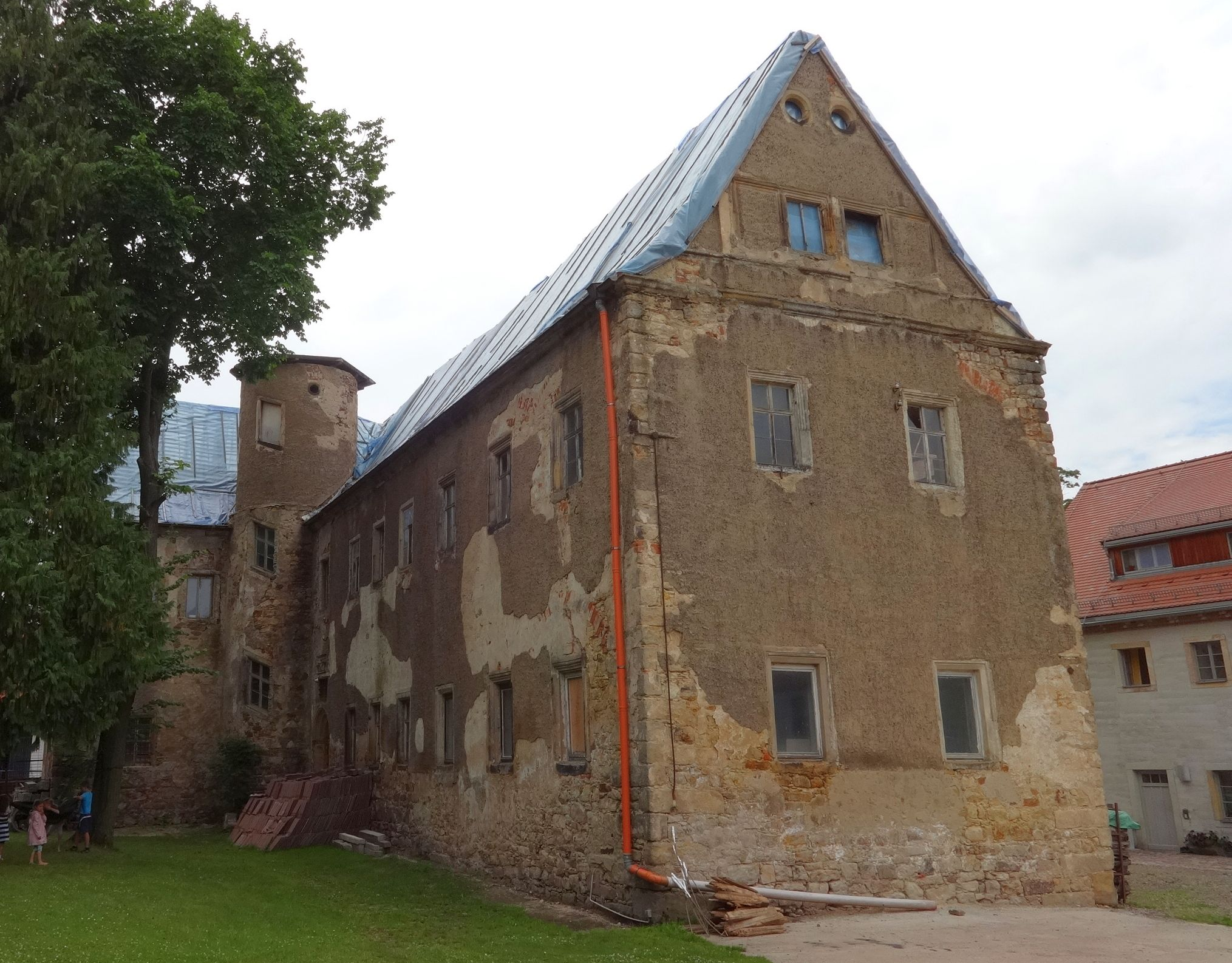
Gut Limbach
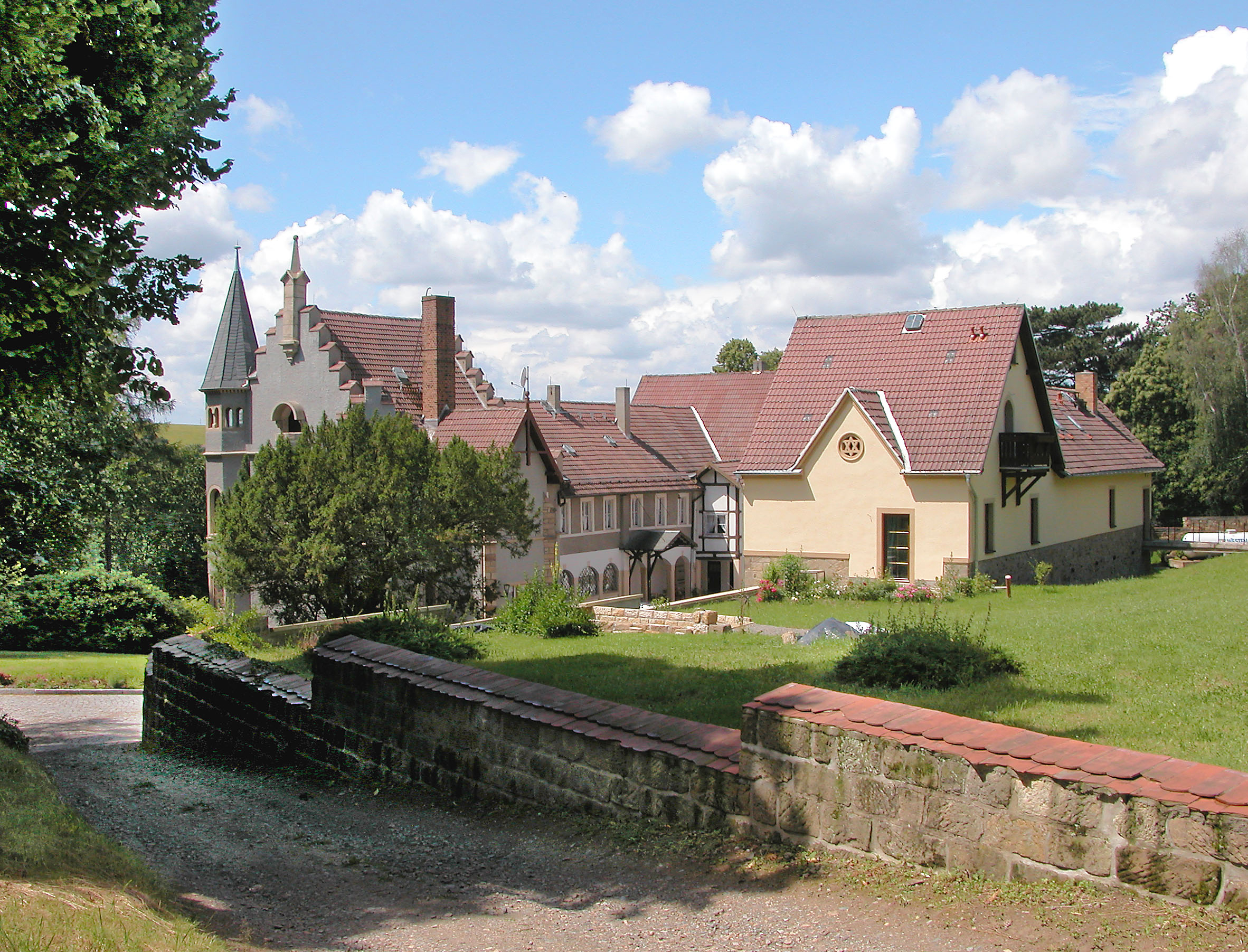
Schloss Herzogswalde
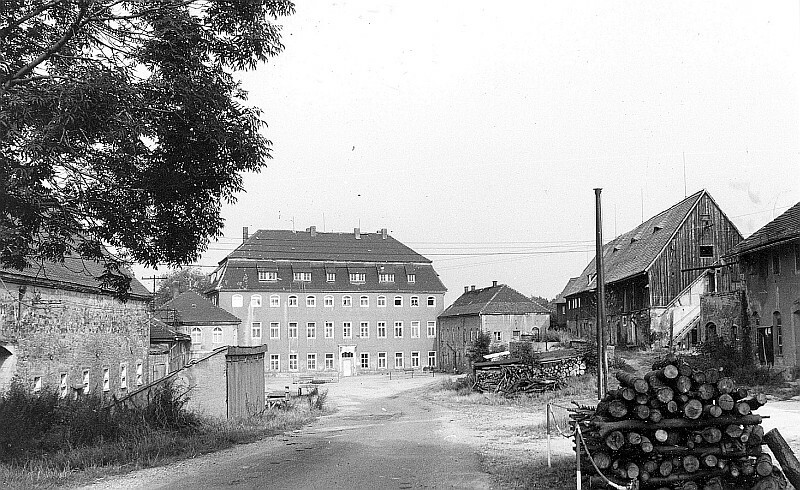
Gut Tanneberg
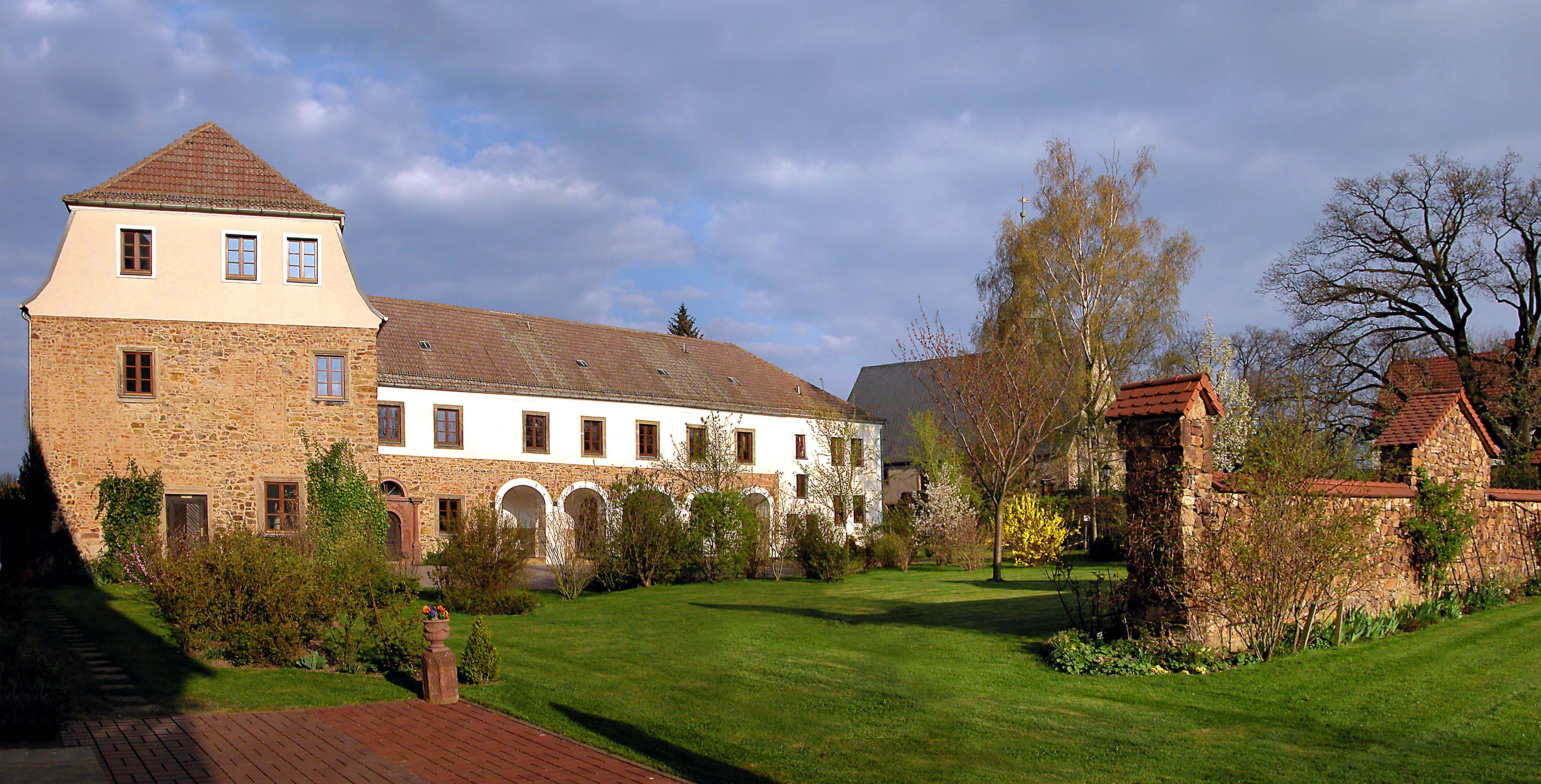
Gut Mockritz
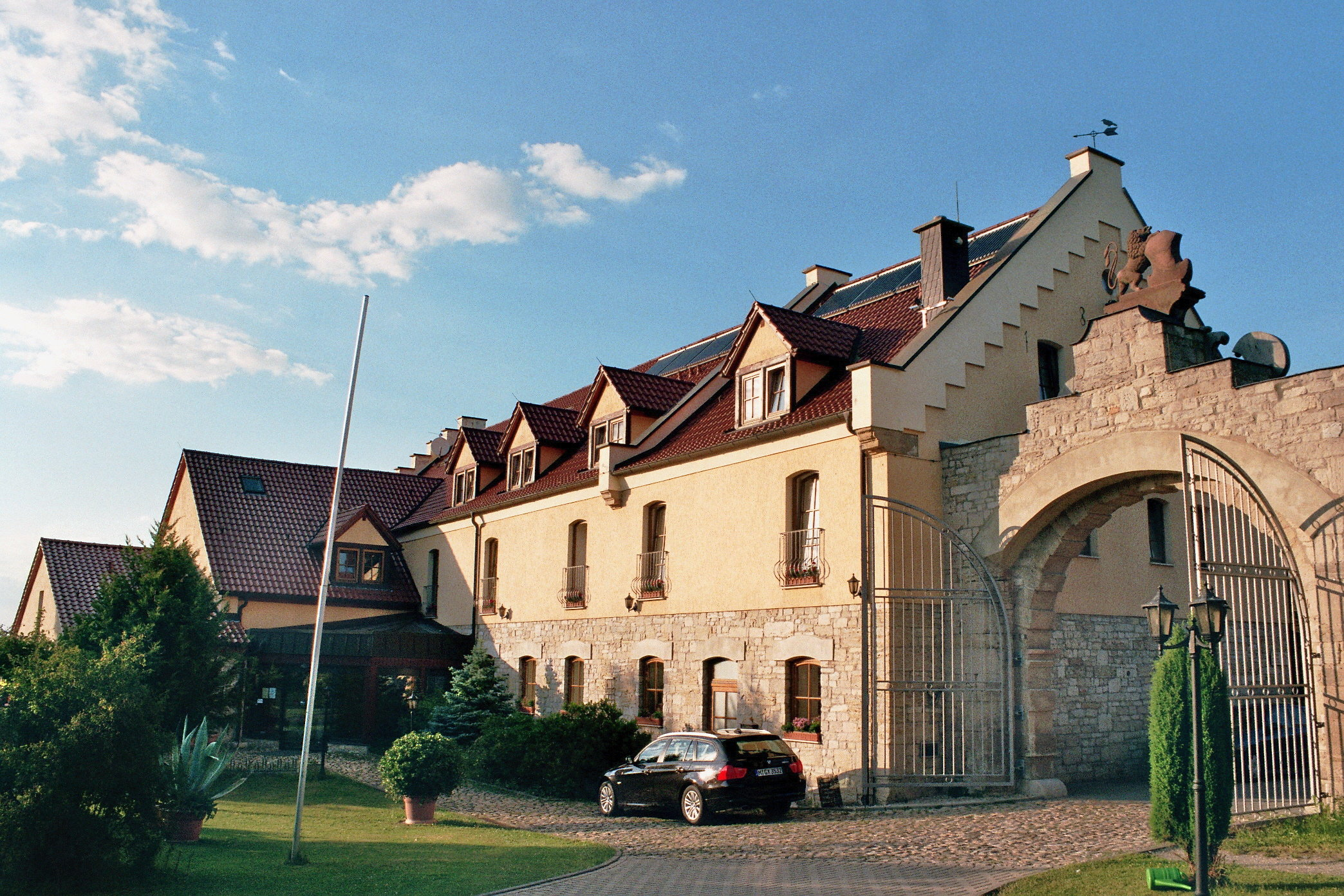
Gut Kreipitzsch

Nach 1990 zurückgekauft

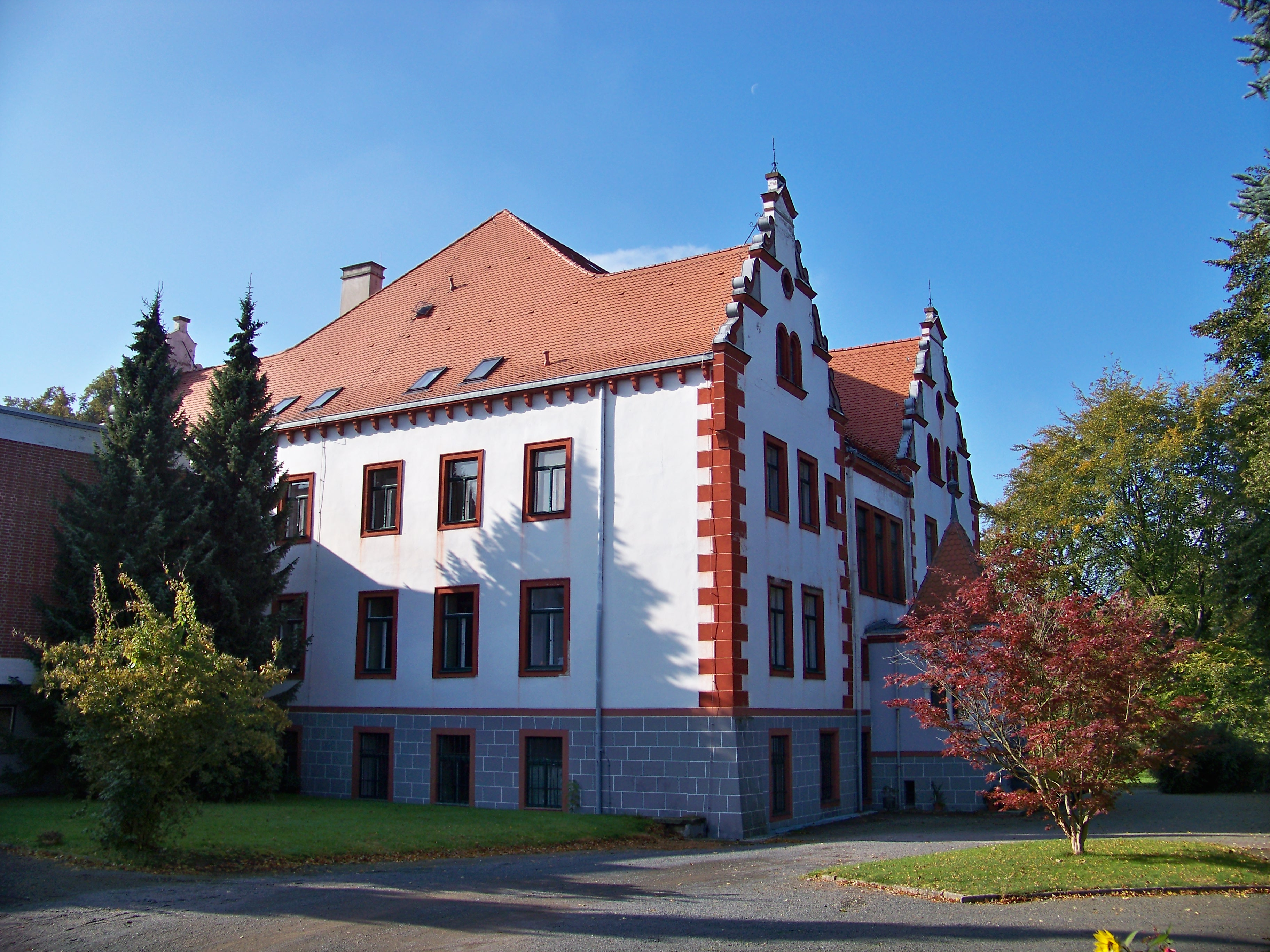
Schloss Thammenhain
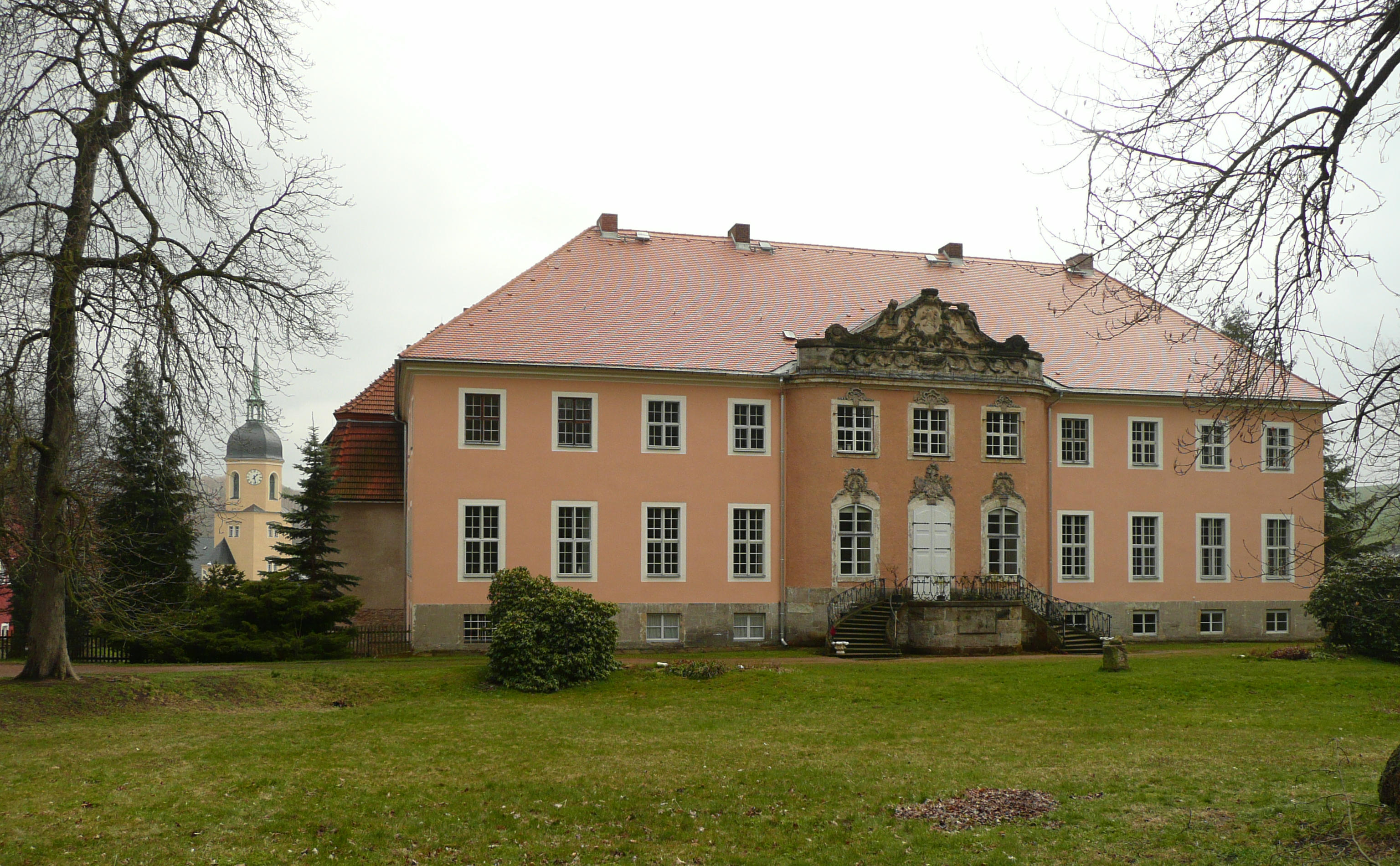
Schloss Reichstädt
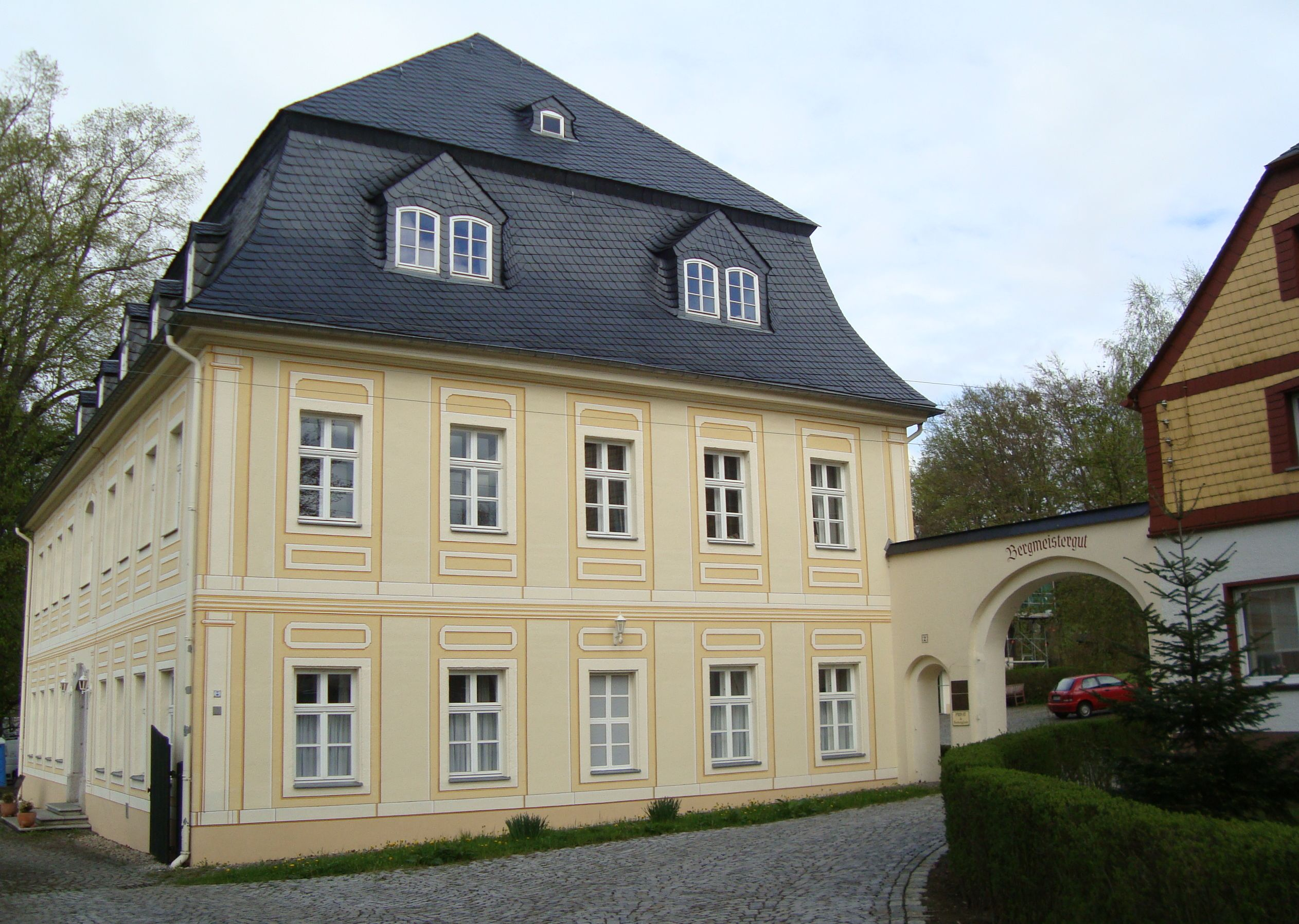
Gut Niederzwönitz
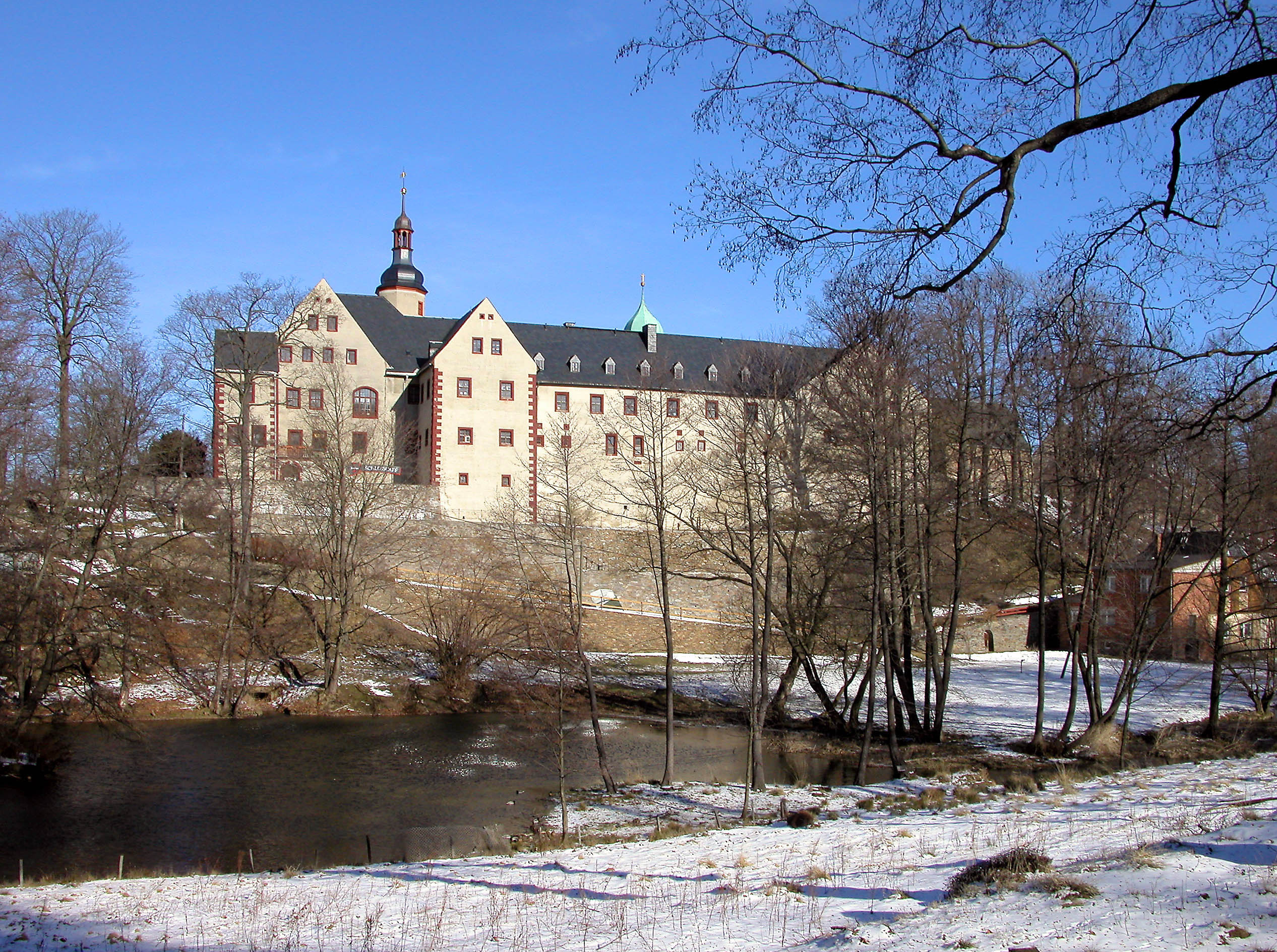
Schloss Pfaffroda

## Wappen
Das Wappen zeigt in Gold einen von Rot und Grün geteilten Löwen. Auf dem Helm mit rot-goldenen Decken ein roter Löwenrumpf.

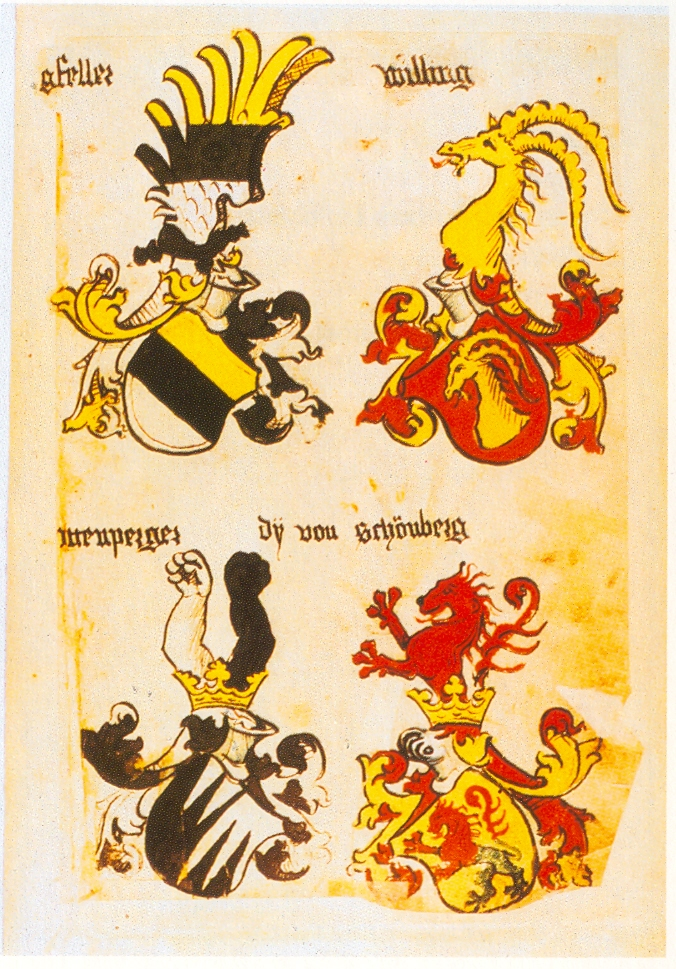
Wappen im Ingeram-Codex von 1459
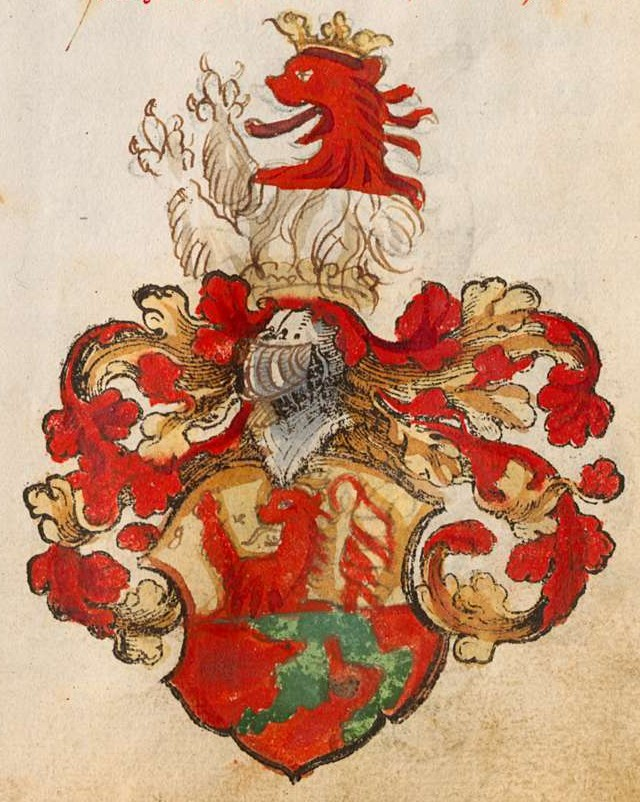
Wappen aus dem Wappenbuch des Heiligen Römischen Reiches um 1560
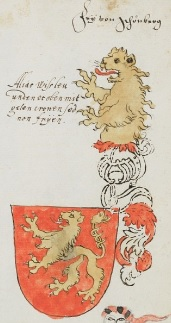
Wappen der Freien von Schönberg im Wappenbuch des Aegidius Tschudi aus dem 16. Jh., Tafel 313
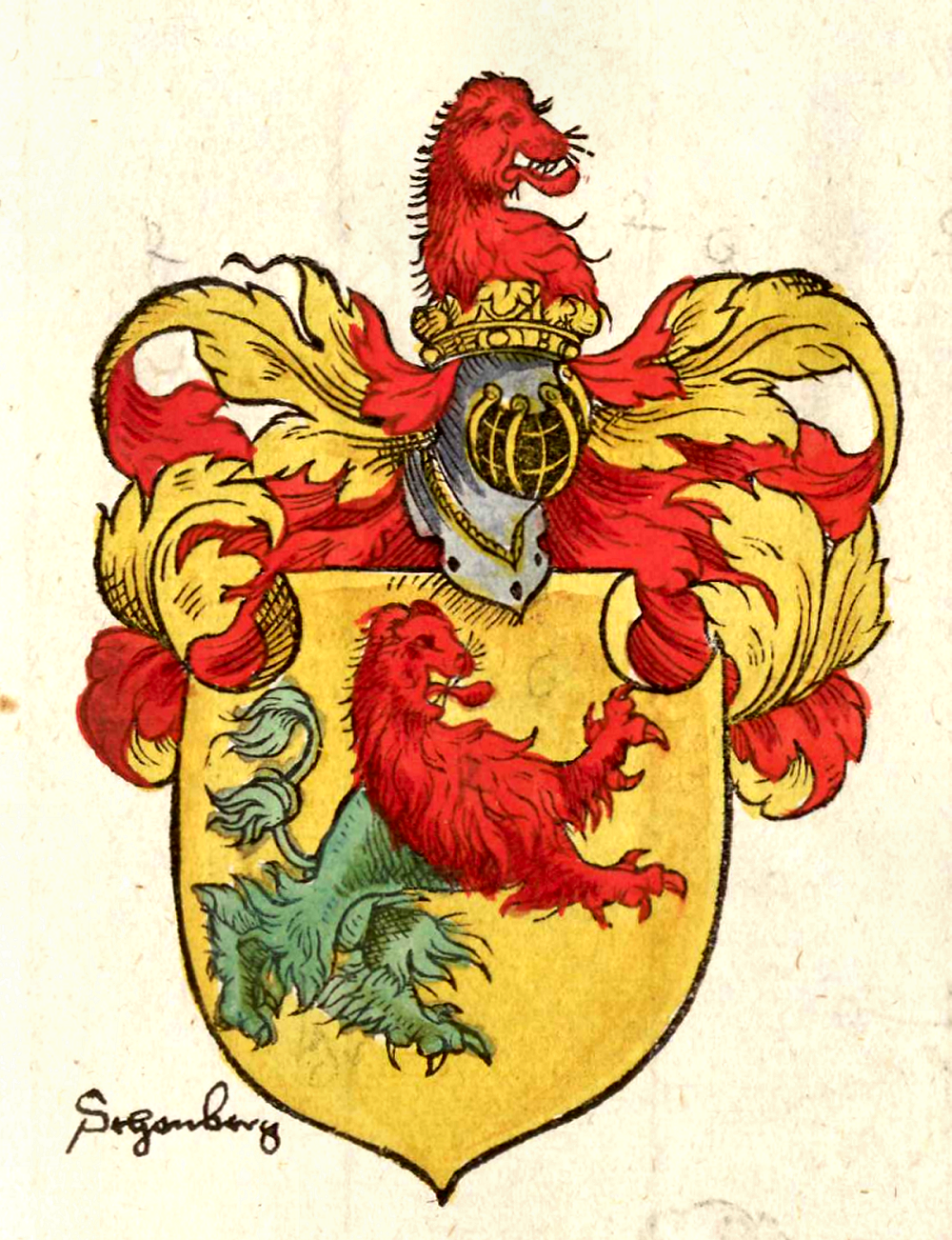
Römischer Kayserlichen / auch zu Hungern vnd Behaimb / Königlichen Mayestat Wappen, 1578
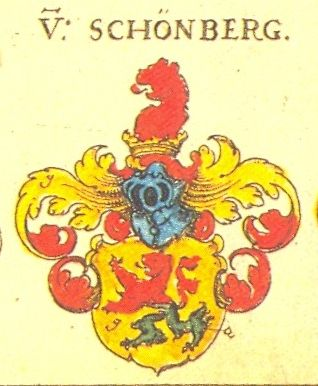
Wappen aus Siebmachers Wappenbuch von 1605
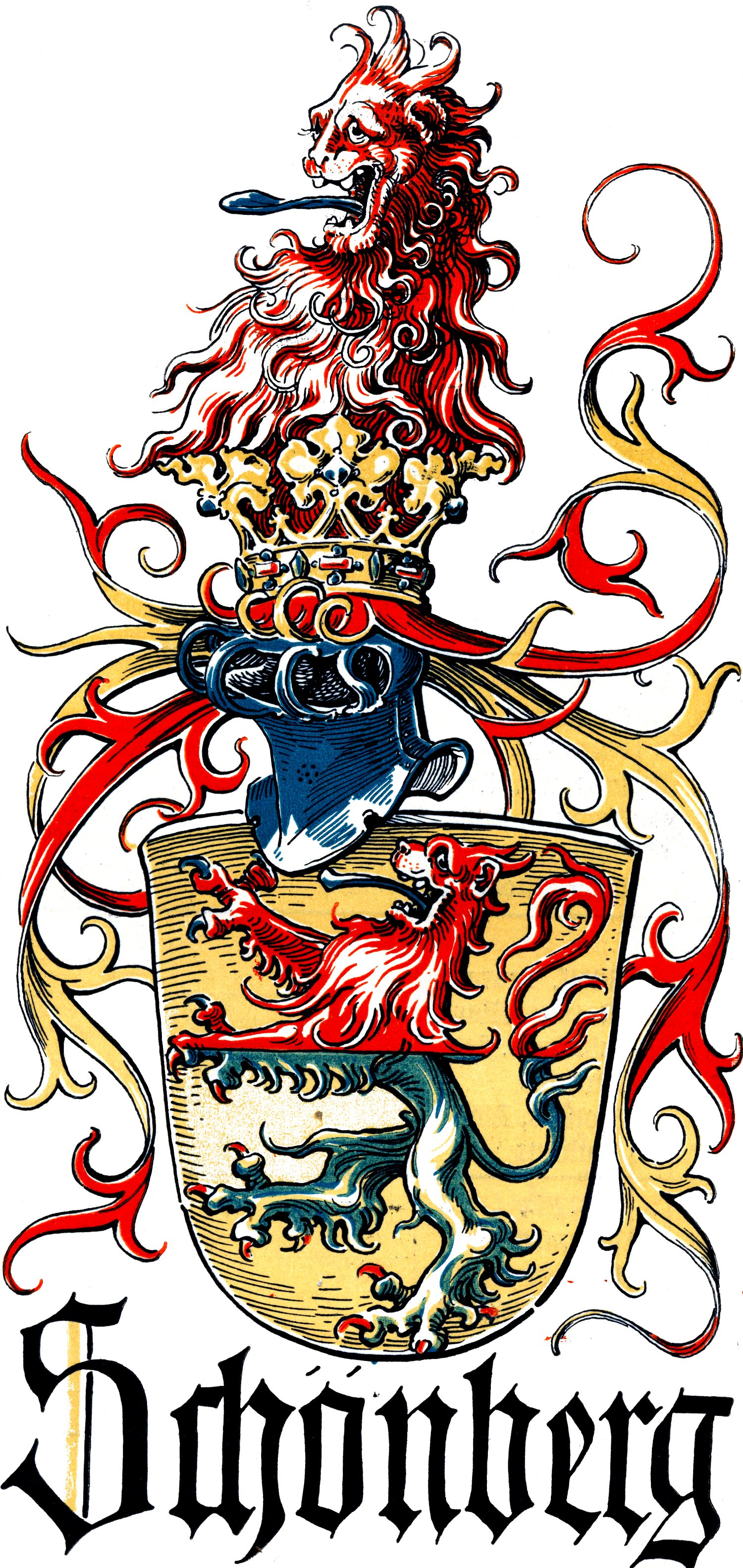
Wappengrafik von Otto Hupp im Münchener Kalender von 1903

## Persönlichkeiten

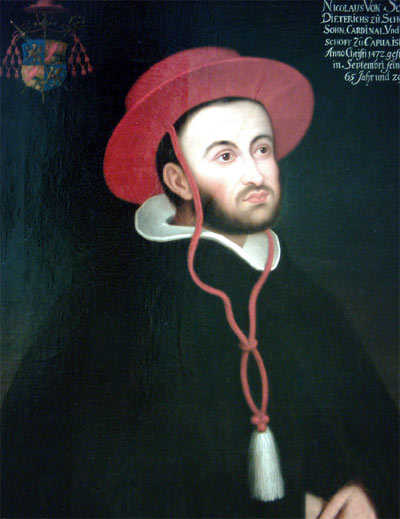
Kardinal Nikolaus von Schönberg (1472–1537)

### Bischöfe und Kardinäle
- Dietrich von Schönberg, 1370 Bischofelekt von Meißen
- Caspar von Schönberg, 1451–1463 Bischof von Meißen
- Dietrich III. von Schönberg, 1463–1476 Bischof von Meißen
- Dietrich IV. von Schönberg, 1481–1492 Bischof von Naumburg
- Johann III. von Schönberg, 1483–1492 Koadjutor von Naumburg und 1492–1517 Bischof von Naumburg
- Nikolaus von Schönberg (1472–1537), bereiste als Erzbischof von Capua und Papstgesandter Europa, Mitglied des Kardinalskollegiums in Rom und zweimal zur Papstwahl
- Joseph Anton Reichsfreiherr von Delmestri von Schönberg (1672–1721), Bischof von Triest (1720/21)
- Lucas Sartorius Reichsfreiherr von Delmestri von Schönberg (1679–1739), Bischof von Triest (1723–1739)

### Oberhauptmann des Erzgebirgischen Kreises und Berghauptleute in Freiberg
- Wolf von Schönberg (1518–1584), Oberhauptmann
- Christoph von Schönberg (1554–1608), sächsischer Berghauptmann
- Georg Friedrich von Schönberg (1586–1650), einer der Verteidiger Freibergs vor den Schweden im Dreißigjährigen Krieg, Begründer des Erbbegräbnisses am Freiberger Dom in der Annenkapelle
- Caspar von Schönberg (1621–1676), Sohn von Georg Friedrich von Schönberg, erbaute das Schloss in Pfaffroda und hinterließ die Grablege in der Annenkapelle.
- Abraham von Schönberg (1640–1711), gilt als der bedeutendste unter den Oberberghauptleuten. 1693 erscheint seine „Ausführlichen Berginformation“. Er war Initiator der Freiberger Stipendienkasse und gilt damit mit als „geistiger Vater“ der Gründung der Bergakademie Freiberg, deren Gründung er nicht mehr erlebte. Den Bergmannsgruß Glückauf führte er offiziell ein. Sein Grabmal befindet sich im Freiberger Dom.
- Curt Alexander von Schönberg (1703–1761), kursächsischer Kammerherr, Oberberghauptmann und russischer Generalbergdirektor

### Französische Linie
- Caspar von Schönberg a. d. H. Schönau (Gaspard de Schomberg, Comte de Nanteuil-le-Haudouin) (1540–1599). Er hat maßgeblichen Anteil daran, dass Heinrich IV. von Frankreich zum katholischen Glauben übertritt und damit Frankreich seinen inneren Frieden zurückgibt. Das Toleranzedikt von Nantes (1598) bereitet er mit vor. Auch sein Bruder Hans Wolf von Schönberg stand zeitweise in französischen Diensten, kehrte jedoch dann nach Sachsen zurück.
- Henri de Schomberg, Graf von Nanteuil-le-Haudouin und Durtal [Heinrich von Schönberg] (1573–1632), Sohn des Caspar von Schönberg. Er gehörte als Surintendant des Finances und Marschall zu den wichtigsten Männer des damaligen Frankreichs. Kardinal Richelieu sagte über ihn: „Gott hat ihn bei großen Staatsaktionen ausgezeichnet, den wichtigsten Ereignissen unseres Jahrhunderts; Schomberg war ein Edelmann und berühmt für seine deutsche Treue, als Surintendant der Finanzen bewies er die alte Integrität, die nicht mehr von dieser Zeit schien.“
- Charles de Schomberg, Herzog von Halluin [Karl von Schönberg] (1601–1656); Sohn von Henri. Französischer General und Marschall von Frankreich.

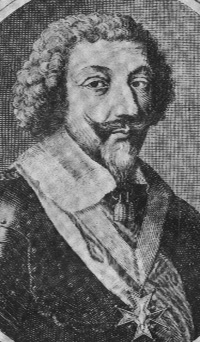
Henri de Schomberg, Graf von Nanteuil-le-Haudouin und Durtal (Heinrich von Schönberg) (1573–1632), Marschall von Frankreich
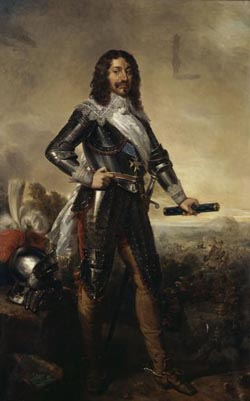
Charles de Schomberg, Herzog von Halluin (Karl von Schönberg) (1601–1656), Marschall von Frankreich

### Weitere Vertreter nach Linien und Zweigen
- Dietrich von Schönberg auf (Roth-)Schönberg
  - Nikolaus von Schönberg (1472–1537), Kardinal
  - Wolfgang Georg von Schönberg (1477–1546), Amtmann und Rat der sächsischen Herzoge
- Heinrich von Schönberg (1500–1575), kursächsischer Hofmarschall
  - Johann Friedrich von Schönberg (1543–1614), deutscher Schriftsteller, Autor der Schildbürgergeschichten
- Caspar von Schönberg (1504–1562), Ritter
  - Caspar von Schönberg (1526–1586)
    - Caspar Rudolph von Schönberg (1572–1628), Oberhauptmann des Erzgebirges
    - Hanns Heinrich von Schönberg (1573–1636), Herr auf Limbach
      - Caspar Dietrich von Schönberg (1599–1673)
        - Hans Wolf von Schönberg (Hausmarschall) (1648–1712), sachsen-weißenfelsischer Hausmarschall und Landkammerrat
          - Adolph Ferdinand von Schönberg (1685–1758)
            - Christian Ferdinand von Schönberg (1720–1756)
              - Ferdinand Ludwig Christian von Schönberg (1750–1829), kursächsischer Amtshauptmann und Rittergutsbesitzer
                - Franz von Schönberg (1795–1861), Kammerherr und Rittergutsbesitzer
                  - Haubold von Schönberg (1821–1897)
                    - Karl von Schönberg (1872–1914), Offizier der Kaiserlichen Marine, postum Kapitän zur See

                  - Wolf Ferdinand Franz von Schönberg (1825–1911)
                    - Walter von Schönberg (1861–1926), preußischer Generalmajor und Rechtsritter des Johanniterordens

                  - Bernhard von Schönberg (1827–1902), Präsident der Sächsischen Oberrechnungskammer

            - Alexander Christoph von Schönberg (1724–1801)
              - August Friedrich Christoph von Schönberg (1763–1832)
                - Carl Friedrich Christoph von Schönberg (1801–1875)
                  - Otto Ludwig Christof von Schönberg (1824–1916)
                  - August Heinrich Christoph von Schönberg (1828–1889)
                    - Georg Emil Christoph von Schönberg (1880–1948)
                      - Otto-Friedrich von Schönberg (1924–2008), deutscher Politiker (DP, CDU), MdL

        - Hans Friedrich von Schönberg (1655–1676), kurfürstlich-sächsischer Truchsess und Rittergutsbesitzer

  - Lorenz von Schönberg (1532/1535–1588), kursächsischer Oberberghauptmann und Rittergutsbesitzer
- Wolf von Schönberg (1518–1584), kursächsischer Feldherr, Amtshauptmann und Oberhauptmann
  - Hans Wolf von Schönberg (1539–1603), kursächsischer Politiker
    - Caspar von Schönberg (1570–1629), Präsident des kursächsischen Appellationsgerichtes

  - Caspar von Schönberg (1540–1599), französischer Offizier
  - Christoph von Schönberg (1554–1608), kursächsischer Berghauptmann
    - Andreas von Schönberg (1600–1688), kursächsischer Geheimer und Kriegsrat, Generalwachtmeister und Oberkommandant
- Heinrich von Schönberg (1549–1616), Rat und Amtshauptmann
- Georg d. J. von Schönberg (1554–1614), Kammerjunker
  - Georg Friedrich von Schönberg (1586–1650), kursächsischer Berg- und Amtshauptmann
    - Caspar von Schönberg (1621–1676), kursächsischer Oberberg- und Amtshauptmann
      - Caspar von Schönberg (1660–1689)
        - Caspar Dietrich von Schönberg (1684–1730)
          - Caspar Dietrich von Schönberg (1713–1753)
            - Curt Adolph Dietrich von Schönberg (1749–1799), kursächsischer Kammerherr und Rittergutsbesitzer

    - Gotthelf Friedrich von Schönberg (1631–1708), kursächsischer Kammerherr
      - Caspar von Schönberg (1679–1733), kursächsischer Kammerherr
      - Gotthelf Friedrich von Schönberg (1681–1745), kursächsischer Kammerherr
        - Rudolph Dietrich von Schönberg († 1789), kursächsischer Kammerherr und Kreishauptmann

  - Antonius von Schönberg (1588–1638), sachsen-altenburgischer Kammer- und Hofrat
    - Hans Dietrich von Schönberg (1623–1682), sachsen-altenburgischer Geheimer Rat und Kanzler
- Andreas von Schönberg (Lehnsmann) (vermutlich 1565–1587), kursächsischer Lehnsherr
- Wolf Georg von Schönberg (1567–1619)
  - Christian Johann von Schönberg (1608–1672), kurfürstlich-sächsischer Geheimer Rat und Landesältester der Oberlausitz sowie Rittergutsbesitzer
- Abraham von Schönberg († 1639), Herr auf Frauenstein
  - Caspar Abraham von Schönberg (1637–1703), Geheimer Rat und Kanzler
  - Abraham von Schönberg (1640–1711), Oberberghauptmann
- Hans Wolf von Schönberg (Landeshauptmann) (1587–1645), deutscher Landeshauptmann der Oberlausitz
- Nicol von Schönberg (1603–1659), kursächsischer Ober- und Kreissteuereinnehmer
- Hans Georg Schönberg (1610–1676), Herr auf Wingendorf
  - Adam Friedrich von Schönberg (1654–1707), Geheimer Rat und Kammerherr
    - Adam Friedrich von Schönberg (1688–1751), wirklicher Geheimer Rat und Obersteuereinnehmer sowie Rittergutsbesitzer
      - Heinrich Wilhelm von Schönberg (1723–1763), königlich-polnischer und kurfürstlich-sächsischer Kreishauptmann und Rittergutsbesitzer
        - Friedrich Alexander von Schönberg (1754–1803), kurfürstlich-sächsischer Kammerherr, Obersteuereinnehmer sowie Rittergutsbesitzer

      - Carl August von Schönberg (1725–1806), kurfürstlich-sächsischer Kammerherr

    - Curt Alexander von Schönberg (1703–1761), kursächsischer Kammerherr, Oberberghauptmann und russischer Generalbergdirektor
- Wolf Rudolph von Schönberg (1668–1735), Kammerherr und Amtshauptmann
- Adam Rudolph von Schönberg (1712–1795), kursächsischer Generalpostmeister, enger Vertrauter der Herzogin zu Sachsen-Weißenfels
- Johann Wilhelm Traugott von Schönberg (1721–1804), Oberamtsverwalter des Markgrafentums Oberlausitz
- Helena Dorothea von Schönberg (1729–1799), ersuchte mit Erfolg Kurfürst Friedrich August II. von Sachsen den Ort Limbach zum Marktflecken zu erheben.
- Peter August von Schönberg (1732–1791), Herr auf und zu Luppa, Schmochtitz und Arnsdorf, kurfürstlich-sächsischer Hausmarschall unter Friedrich August II. und Friedrich August III., von 1768 bis 1791 Gutsbesitzer des Dorfes Spremberg und Grund- und Gerichtsherr, Kirchen- und Schulpatron der Kleinstadt Neusalza, Vater von Gräfin Auguste Charlotte von Kielmannsegge
- Moritz Haubold von Schönberg (1770–1860), Oberpräsident der preußischen Provinzen Schlesien und (Hinter)Pommern

### Nicht mit den sächsischen Schönbergs verwandter Vertreter des württembergischen Personenadels
- Gustav von Schönberg (1839–1908), deutscher Nationalökonom

## Nicht verwandte namensähnliche Familien
- Schönberg/Schomberg/Schönburg auf Wesel, rheinländisches Adelsgeschlecht:

Zu diesem (nicht verwandten) Geschlecht gehörten Hans Meinhard Graf von Schönberg (1582–1616), kurpfälzischer und kurbrandenburgischer Feldobrist und Hofmeister von Kurfürst Friedrich V. von der Pfalz sowie sein Sohn Friedrich von Schomberg (Frédéric-Armand de Schomberg), (1615–1690), Marschall von Frankreich, General in Brandenburg und Großbritannien, 1. Herzog von Schomberg und dessen Sohn Meinhard von Schomberg (Ménard de Schomberg) (1641–1719), englischer General, 3. Herzog von Schomberg, 1. Herzog von Leinster, 2. Graf de Mértola (über seine Tochter Mary, geb. 1692, Ahnherr der Grafen von Degenfeld-Schonburg)
- Grafen und Fürsten von Schönburg (sächsisch-thüringisches Hochadelsgeschlecht), die ihren Ursprung ebenfalls von der Burg Schönburg an der Saale herleiten.